# Mesochorus aculeus
Mesochorus aculeus är en stekelart som beskrevs av Schwenke 2002. Mesochorus aculeus ingår i släktet Mesochorus och familjen brokparasitsteklar. Arten är reproducerande i Sverige. Inga underarter finns listade i Catalogue of Life.